# Südliche Zwergmaus
Die Südliche Zwergmaus (Baiomys musculus) ist ein Nagetier in der Familie der Wühler, das in Mittelamerika vorkommt. Sie wird von der IUCN als nicht gefährdet (Least Concern) gelistet.
Clinton Hart Merriam beschrieb die Art ursprünglich als Mitglied der Gattung Sitomys. Im Jahr 1894 führte Frederick William True die Untergattung Baiomys ein, die heute als Gattung anerkannt ist. Später erfolgte die Auflösung des Taxons Sitomys.

## Merkmale
Die Südliche Zwergmaus erreicht eine Gesamtlänge von 115 bis 135 mm sowie eine Schwanzlänge von 42 bis 54 mm. Die Hinterfüße sind 16 bis 17 mm lang. Jungtiere besitzen ein rauchgraues Fell und durchlaufen zwei Fellwechsel vor der Geschlechtsreife. Bei adulten Tieren kommt auf der Oberseite rotbraunes, braunes oder fast schwarzes Fell vor, während die Unterseite mit hellbraunen bis weißem Fell bedeckt ist, das eine rosa Schattierung aufweist. In jeder Kieferhälfte befinden sich ein Schneidezahn, kein Eckzahn, kein Vormahlzahn und drei molare Zähne.

## Verbreitung
Das Verbreitungsgebiet reicht vom südlichen Mexiko bis in den Nordwesten Nicaraguas. Die Art hält sich im Flachland sowie in Gebirgen bis 2.000 Meter Höhe auf. Das Habitat variiert zwischen Laubwäldern, Wiesen, Gebüschflächen und Ackerland.

## Lebensweise
Die Südliche Zwergmaus ist vorwiegend dämmerungsaktiv. Sie ruht in Erdlöchern oder in Felsspalten, die mit Pflanzenteilen gepolstert werden. Oft nutzen mehrere Exemplare einen Schlafplatz gemeinsam. Bei nördlichen Populationen besteht die Nahrung etwa zur Hälfte aus Insekten. Die Art frisst ansonsten Samen und grüne Pflanzenteile. Die Fortpflanzung kann zu allen Jahreszeiten erfolgen. Ein Wurf besteht aus bis zu vier Nachkommen.